# Diócesis de Selje
La diócesis de Selje (en latín: Dioecesis Seliensis) fue una circunscripción eclesiástica de la Iglesia católica en Noruega, que fue remplazada por la diócesis de Bergen en 1170 y restaurada como diócesis titular en 1930. Se trataba de una diócesis latina, sufragánea de la arquidiócesis de Nidaros. Desde el 28 de mayo de 1993 su obispo titular es Pero Sudar.

## Territorio y organización
La diócesis extendía su jurisdicción sobre los fieles católicos de rito latino residentes en el territorio del actual condado de Vestland. Originalmente (desde 1068) la diócesis sirvió a toda el área de Gulating: los condados modernos de Hordaland, Sogn og Fjordane, Rogaland, Vest-Agder y Aust-Agder y las regiones de Sunnmøre, Valdres y Hallingdal. Cuando se estableció la diócesis de Stavanger circa 1125, los condados de Rogaland, Aust-Agder y Vest-Agder fueron transferidos a la nueva diócesis, junto con las regiones de Valdres y Hallingdal (y las parroquias de Eidfjord y Røldal de Hordaland). La región de Sunnmøre fue transferida a la arquidiócesis de Nidaros algún tiempo después de 1152 para asegurar más ingresos para la arquidiócesis. Desde el 29 de abril de 1953 el área es parte de la diócesis de Oslo.
La sede de la diócesis se encontraba en la ciudad de Selje.

## Historia
El descubrimiento en Selje en 996 de los supuestos restos de santa Sunniva y sus compañeras llevó al rey Olaf I de Noruega a construir una iglesia allí. Sin embargo, no fue hasta 1068 que el rey Olaf III fundó un monasterio en Selje y la diócesis de Selje. Su primer obispo misionero fue Bernardo de Sajonia, consagrado por el papa Alejandro II hacia 1066. Se instaló definitivamente en Noruega, después de haber realizado su labor misionera en Islandia en nombre del arzobispo Adalberto de Bremen.
La diócesis de Selje se limitaba a la pequeña isla del mismo nombre, a veces también conocida como Selø, en la desembocadura del Nordfjord. En la isla estaba el monasterio benedictino de San Albano, vinculado a la memoria y el culto a santa Sunniva, una ermitaña, que, según la leyenda, habría llegado en la isla y posteriormente murió allí, hacia el final del siglo X. Cerca de la cueva donde solía rezar estaba la pequeña catedral.
Hacia 1070 el rey Olaf III fundó la ciudad de Bergen y hacia 1075 Bernardo de Sajonia trasladó allí la sede episcopal, pero no fue hasta 1170 que se produjo el traslado oficial de la sede episcopal y el cambio de nombre a diócesis de Bergen cuando las reliquias fueron llevadas a la ciudad y colocadas en la catedral. Inicialmente, la diócesis era sufragánea de la arquidiócesis de Bremen-Hamburgo. En 1104 pasó a formar parte de la provincia eclesiástica de la arquidiócesis de Lund y finalmente en 1153 se convirtió en sufragánea de la arquidiócesis de Nidaros y se estableció el capítulo catedralicio. En 1125 Selje cedió una parte del territorio para la erección de la diócesis de Stavanger.
En 1930 la diócesis de Selje fue restaurada como diócesis titular.

## Episcopologio

### Obispos de Selje
- Bjarnvard † (?-circa 1090 falleció)[1]
- Magne † (?-circa 1130 falleció)
- Svein? †
- Ottar †
- Sigurd † (antes del 8 de agosto de 1139-1156 falleció)
- Pål † (1156-1170 renombrada diócesis de Bergen)

### Obispos titulares
- Olaf Offerdahl † (3 de abril de 1930-7 de octubre de 1930 falleció)
- Jacques Mangers, S.M. † (12 de julio de 1932-29 de junio de 1953 nombrado obispo de Oslo)
- Claude Marie Joseph Dupuy † (7 de marzo de 1955-4 de diciembre de 1961 nombrado arzobispo de Albi)
- Eduard Macheiner † (1 de marzo de 1963-18 de octubre de 1969 nombrado arzobispo de Salzburgo)
- Salvador Lazo Lazo † (1 de diciembre de 1969-20 de enero de 1981 nombrado obispo de San Fernando de La Unión)
- Ângelo Domingos Salvador, O.F.M.Cap. † (16 de marzo de 1981-16 de mayo de 1986 nombrado prelado de Coxim)
- Eurico dos Santos Veloso † (12 de marzo de 1987-22 de mayo de 1991 nombrado obispo coadjutor de Luz)
- Pero Sudar, desde el 28 de mayo de 1993